# 业余拳击

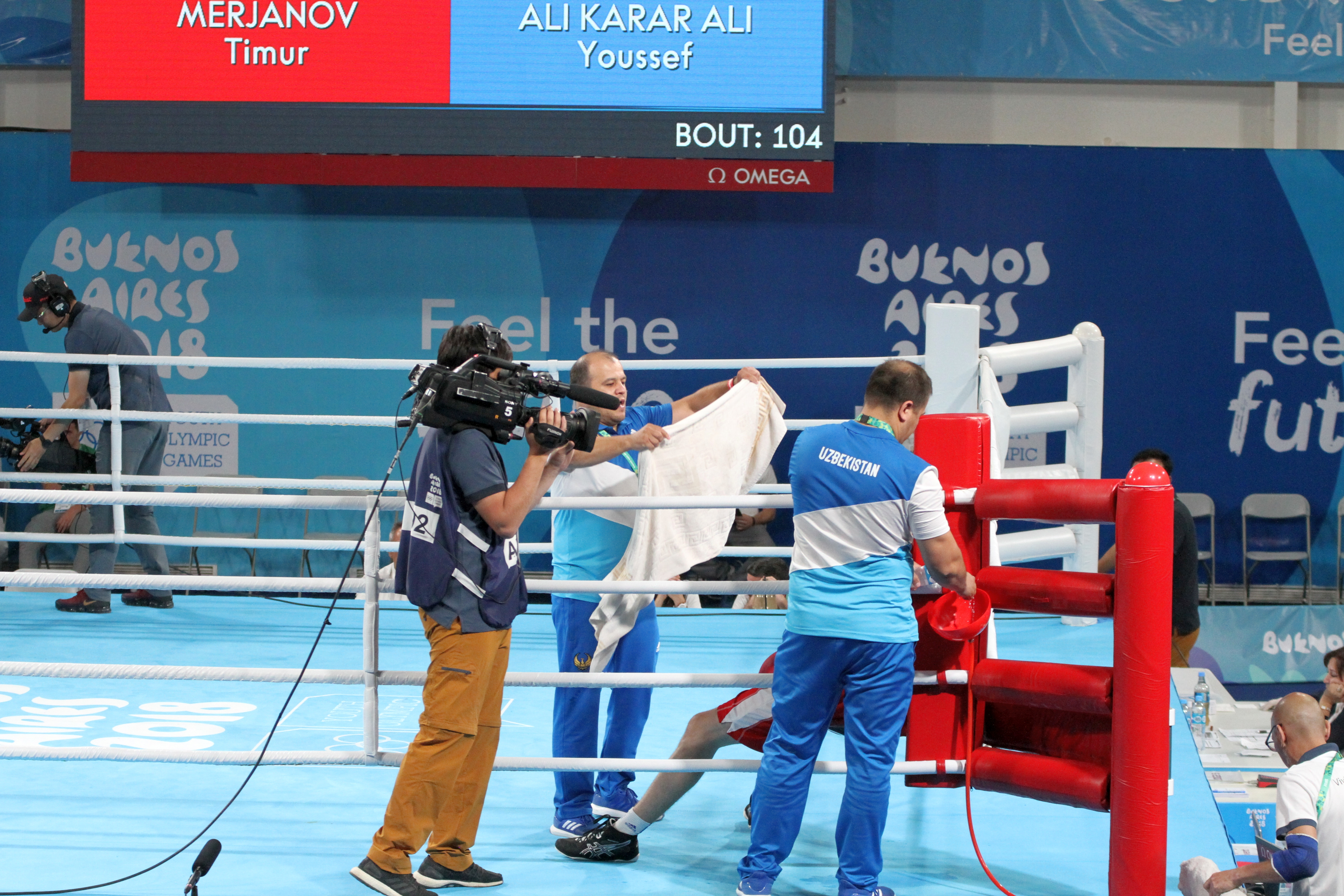
业余拳击

业余拳击是拳击的一种变体，也是奥林匹克运动会、泛美運動會、英聯邦運動會的比賽項目。业余拳击比赛男子每场三回合，每回合三分钟，女子每场四回合，每回合两分钟，每回合之间休息一分钟。
业余拳击比賽可以在几天内进行多场比赛，而职业拳击比賽的选手通常在每场比赛之间休息几个月。在業餘拳擊比賽期間，如果一名拳击手受重伤，裁判必须中止比赛。 业余拳击有时也被称为奥林匹克式拳击， 拳击手可以同时是业余选手和职业选手，他們可以同時參加业余拳擊以及職業拳擊规则的比赛。 